# Lamelleulepethus orensanzi
Lamelleulepethus orensanzi är en ringmaskart som beskrevs av Pettibone 1986. Lamelleulepethus orensanzi ingår i släktet Lamelleulepethus och familjen Eulepethidae. Inga underarter finns listade i Catalogue of Life.